# Lebeda rozkladitá
Lebeda rozkladitá (Atriplex patula) je jednoletá bylina z čeledi laskavcovitých (Amaranthaceae). Ve starších taxonomických systémech byla řazena do čeledi merlíkovitých (Chenopodiaeceae). Rod Lebeda je značně heterogenní, obsahuje okolo stovky různých druhů.

## Rozšíření
Celá Evropa, severní Afrika, západní a střední Asie, Sibiř. Sekundárně Azorské ostrovy, Severní Amerika, Jižní Amerika (Argentina, Uruguay), jižní Afrika, jižní Asie, Austrálie a Nový Zéland.

V České republice je nejhojnější v nížinách a pahorkatinách, do hor je ojediněle zavlečena. Pravděpodobně je v ČR původní, případně snad archeofyt.

## Ekologie
Tato ruderální rostlina roste na navážkách, skládkách, rumištích, na návsích, v zahradách, u cest a silnic, podél železnic, na kompostech a úložištích statkových hnojiv, na polích (v okopaninách, ve strništích, na úhorech), ve vinicích a na půdách bohatých dusíkem. Dává přednost dobře úživné a často vlhké půdě, nejlépe jí vyhovuje zásaditější podloží. Není příliš teplomilná, snáší zastínění. Roste od nížin do podhůří. V zemědělských kulturách se lebeda rozkladitá objevuje nejhojněji až v létě, dobře snáší sesekání a rychle bohatě obrůstá. Kvete od června do října.

## Popis
Rostlina s bohatě až řídce větvenou přímou, vzpřímenou či poléhavou, až k zemi přitisklou lodyhou, zeleně a žlutozeleně podélně proužkovanou. Dorůstá výšky 30–80 cm (20–150 cm). Stonek je na příčném řezu téměř čtyřboký.

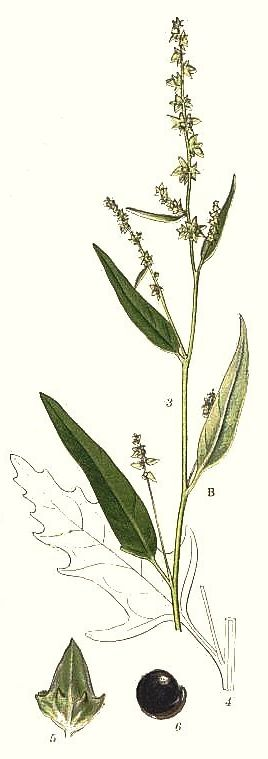
Ilustrace lebedy rozkladité

Listy jsou tmavě zelené, ale zejména u mladých rostlin působí jako pomoučené, protože jsou pokryté měchýřkovitými chlupy. Spodní listy jsou řapíkaté, kosníkovité až kopinaté, v nejširším místě na spodní části čepele se dvěma velkými, šikmo dopředu směřujícími zuby. Celokrajné horní listy jsou kopinaté až úzké, čárkovité.

Kořen je silný a tuhý, kůlovitý, jednoduchý až větvený.

Květy nahloučené do klubíček jsou uspořádány v koncových lichoklasech. Jsou většinou jednodomé, zřídka dvoudomé. Na jediné rostlině bývají květy samčí, samičí i oboupohlavné (mnohomanželnost). Samčí jsou bez listenů, samičí mají listeny ve formě krovek, které pevně uzavírají nažku. Krovky jsou kosníkovité až hrálovité s klínovitou až slabě zaokrouhlenou bází, nesrostlé.

Plod je heterokarpická nažka. Na jedné rostlině se vyskytují dva typy semen. Plody jsou uzavřeny ve dvou kosodélníkovitých zvětšených listenech zvaných krovky, které mají vyniklou žilnatinu, jsou lysé a mají olivově zelenou nebo hnědou barvu (viz ilustrace lebedy rozkladité, č. 5). Plody jsou ploché, okrouhlé. Semena mají po obvodu kýl a na boku patrný konec kořínku (viz ilustrace lebedy rozkladité, č. 6).
- větší typ semen: hladká, matná až slabě lesklá, světle až středně hnědě zbarvená; uzavřena v krovkách jsou 3–4 mm dlouhá, 3 mm široká a bez krovek mají v průměru asi 2,4 mm;
- menší typ semen: hladká, silně lesklá, černá; uzavřena v krovkách jsou asi 2,5 mm dlouhá, 2 mm široká a bez krovek mají v průměru asi 1,6 mm.

Menší typ je zastoupen ve významně větší míře než typ větší (±95 %). Má také hlubší klíční odpočinek.

Různoplodost (heterokarpie) nažek lebedy rozkladité je podmíněna jejich vznikem z oboupohlavních i samičích květů.

Lebeda rozkladitá se rozmnožuje pouze semeny, na jedné rostlině dozrává i několik tisíc nažek (až 6000). Semena opadávající pod rostlinu zpravidla odnese vítr nebo spláchne voda. Klíčí nepravidelně, v průběhu celého roku, zvláště při vyšších teplotách půdy. Velká semena klíčí dříve než malá; příčinou etapového klíčení je především heterokarpie. Semena lépe klíčí po přezimování v půdě, přičemž začínají klíčit až po prohřátí půdy. V půdě si udržují víceletou klíčivost.

Klíční listy jsou čárkovité, lysé, 10–20 mm dlouhé; jejich velikost kolísá podle typu semen. V úžlabí klíčních listů jsou brzy založeny pupeny vedlejších stonků. První čtyři listy jsou párovitě sblížené, další jsou střídavé. Bývají úzce podlouhlé až podlouhlé, tupě zakončené, naspodu zúžené v krátký řapík, s čepelemi 20–30 mm dlouhými, celokrajnými až s nepatrným náběhem zubatosti v bazální části, postupně výraznější u dalších listů. Listy jsou jakoby pomoučené bílými měchýřkovitými chlupy.

## Význam
Používá se jako listová zelenina. Protože rostliny téměř neobsahují kyselinu šťavelovou, jsou vhodné ke konzumaci jako „špenát“ – jsou vhodnější než listy špenátu setého. Mladé rostliny jsou křehké a šťavnaté – již od starověku se z listů lebedy rozkladité připravovaly saláty.

Vzrostlé rostliny jsou dobrým krmivem domácím i volně žijícím býložravcům. Semena jsou oblíbenou potravou zrnožravých ptáků (konopka obecná aj.).
Lebeda rozkladitá je ruderální rostlina a patří mezi zahradní a polní, pozdně jarní a generativně se rozmnožující plevele. Není však plevelem invazním a expanzivním ani rezistentním. Zapleveluje zahradní, polní a ostatní širokořádkové plodiny, komposty, skládky, rumiště a půdy bohaté na dusík. Pokud není vypleta včas, stávají se mohutné rostliny významným konkurentem, zastiňují okolní rostliny a odčerpávají jim vláhu a živiny; v tomto smyslu nejvíce škodí v okopaninách a zelinářských zahradách. Nažky jsou šířeny statkovými hnojivy (zvláště komposty a neuleželým hnojem), zemědělskými stroji, nejčastěji větrem a vodou z ohnisek zaplevelení.

K potlačení stačí pečlivé agrotechnické zásahy a mechanická opatření (kosení, okopávka a podmítka strnišť). Ve srovnání s merlíky je výskyt méně četný.
Pyl lebedy rozkladité je významným alergenem, protože jej lebeda rozkladitá jako větrosnubná rostlina produkuje značné množství.